# Palomeras Bajas
Palomeras Bajas és un barri del districte de Puente de Vallecas, a Madrid. Té una superfície de 124,53 hectàrees i una població de 29.650 habitants (2009). Limita al nord amb Numancia, al sud amb Entrevías, a l'oest amb San Diego i a l'est amb Palomeras Sureste i Portazgo. Està delimitat al nord per l'Avinguda de l'Albufera, al sud per la via fèrria Madrid-Barcelona, a l'est per l'avinguda de Buenos Aires i a l'oest pels carrers Sierra Carbonera, Núñez de la Riva i Manuel Laguna.